# 中国人民解放军国防科学技术委员会
中国人民解放军国防科学技术委员会，简称国防科委，是主管国防科技“口”，统一领导军事装备科研的机构。

## 历史
1958年10月16日，国防部航空工业委员会改编为国防部国防科学技术委员会。主任聂荣臻，副主任陈赓。
1959年4月22日，中共中央批准国防部第五部与总参装备部科研处并入国防科委。万毅任国防科委副主任。
为加强对常规武器科研工作的组织领导，在聂荣臻、陈赓等建议下，1960年12月，中央批准以新成立的三机部和一机部的有关研究机构与海军、空军、通信兵部的有关研究机构组成航空研究院、舰艇研究院和军事无线电电子学研究院，隶属国防部建制，在国防科委统一领导下进行各项工作，番号分别为国防部第六研究院、第七研究院和第十研究院。哈尔滨工业大学等七所国防工业院校划归国防科委领导。此外，还有22个军兵种的科研单位的业务工作归属国防科委指导。中国科学院新技术局所属研究机构由中国科学院与国防科委双重领导。
1965年2月，国防科委所属科研院所集体转业，划交给国务院各部门领导。
1965年5月15日，划拨组建了国防科委政治部、后勤部。
1967年3月，国防工业各部委的科研院所集体参军，移交国防科委领导。
1970年初，国防科委不再负责常规武器研发，改为专门领导尖端武器研发。
1982月5月，并入新组建的中华人民共和国国防科学技术工业委员会。

## 领导
- 主任
  - 聂荣臻
  - 陶鲁笳（1973年7月13日-1975年3月）
  - 张爱萍（1975年3月-）
- 政委
  - 陶鲁笳（1975年3月-1977年4月13日）
  - 李耀文（1977年4月13日-1980年10月29日）
  - 刘有光（1980年10月29日-）
- 副主任
  - 陈赓（副总参谋长兼）
  - 刘亚楼(空军司令员兼)
  - 万毅
  - 张爱萍（副总参谋长兼）
  - 钟赤兵
  - 安东
  - 唐延杰
  - 路扬（兼国防科委秘书长）
  - 罗舜初
  - 张震寰
  - 蔡顺礼（由解放军政治学院院长调任，1967年4月—1968年9月，兼国防科委政治部主任）
  - 罗元发[1]
  - 赵启民
  - 王秉璋（七机部部长兼，后任国防科委代主任）
  - 韦统泰
  - 栗在山
  - 李福泽
  - 钱学森
  - 朱光亚
  - 陈彬（1975-1982）
  - 马捷
  - 李光军（-1977年12月23日）
  - 胥光义（-1980年5月26日）
  - 张蕴钰（1975年10月-）
  - 刘华清（1977年12月23日-1979年2月）
  - 贾乾瑞（1979年1月-）兼干部学校校长
  - 张衍（1979年1月-）
- 副政委
  - 萧向荣
  - 栗在山
  - 刘有光（1979年3月-1980年10月29日）
- 参谋长
  - 梁军[需要消歧义]
- 副秘书长
  - 范济生
- 政治部主任
  - 朱卿云
- 政治部副主任
  - 徐平
- 后勤部部长
  - 范子瑜
- 后勤部副部长
  - 王力华
  - 张殿臣
  - 贾謇

## 所属院校
- 北京工业学院
- 哈尔滨工业大学
- 北京航空学院
- 上海交通大学
- 西北工业大学
- 成都电讯工程学院
- 南京航空学院
- 太原机械学院
- 哈尔滨军事工程学院
- 中国人民解放军军事通信工程学院
- 中国人民解放军炮兵工程学院